# Двери Колумба
Двери Колумба (1855—1861), также известные как Двери Роджерса, представляют собой пару массивных бронзовых дверей, спроектированных скульптором Рэндольфом Роджерсом для восточного фасада Капитолия Соединенных Штатов в Вашингтоне, округ Колумбия. Они открываются в Ротонду и изображают события из жизни Христофора Колумба.

## История

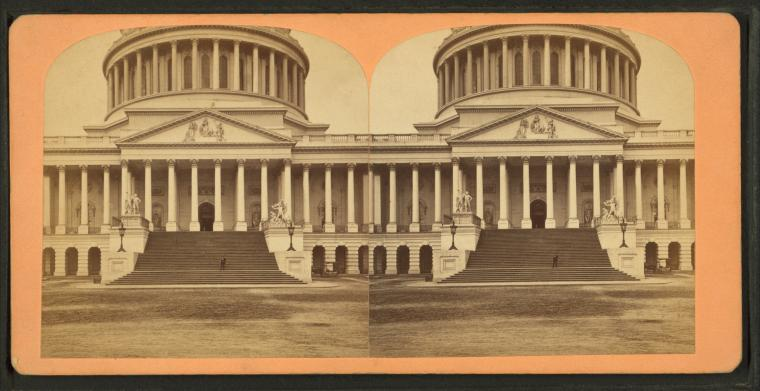
Восточный фасад Капитолия США с изображением дверей Колумба Роджерса (в центре, наверху лестницы) после установки в 1871 году.

Роджерс, американский художник-экспатриант, получивший образование и живший в Италии, был неоклассическим скульптором, известным своими резными работами по мрамору. Он посетил Соединенные Штаты в 1855 году и получил заказ на изготовление дверей. Ранее он никогда не делал ничего подобного масштаба и не был известен работой с бронзой.
Скульптурной темой дверей стали «Сцены из жизни Колумба». Каждая дверь имеет четыре панели, иллюстрирующие знаменательные события из биографии путешественника, а полукруглая фрамуга над дверями иллюстрирует высадку Колумба в Новом Свете. Бордюр вокруг дверей и транца украшен статуэтками фигур, участвовавших в истории Колумба, и морскими предметами, такими как якоря и рули. Фигуры вокруг внешнего края представляют Азию, Африку, Европу и Америку.
Между 1856 и 1858 годами Роджерс вылепил двери сначала из глины, а затем из гипса. Они были отлиты в бронзе на Королевском баварском литейном заводе в Мюнхене, Германия, с 1860 по 1861 год. Из-за задержек с транспортировкой, связанных с Гражданской войной в США, они не прибыли в Соединенные Штаты до 1863 года. Двери были установлены на Восточном фасаде в 1871 году.
Вместе с фрамугой, габариты дверей составляют 16 футов и 8 дюймов в высоту и 9 футов 9 дюймов в ширину. Они весят приблизительно 20 000 фунтов (10 тонн).
Последний раз они реставрировались в 2021 году.
В январе 2021 года двери были повреждены во время нападения на Капитолий США.

## Расширение Восточного фасада

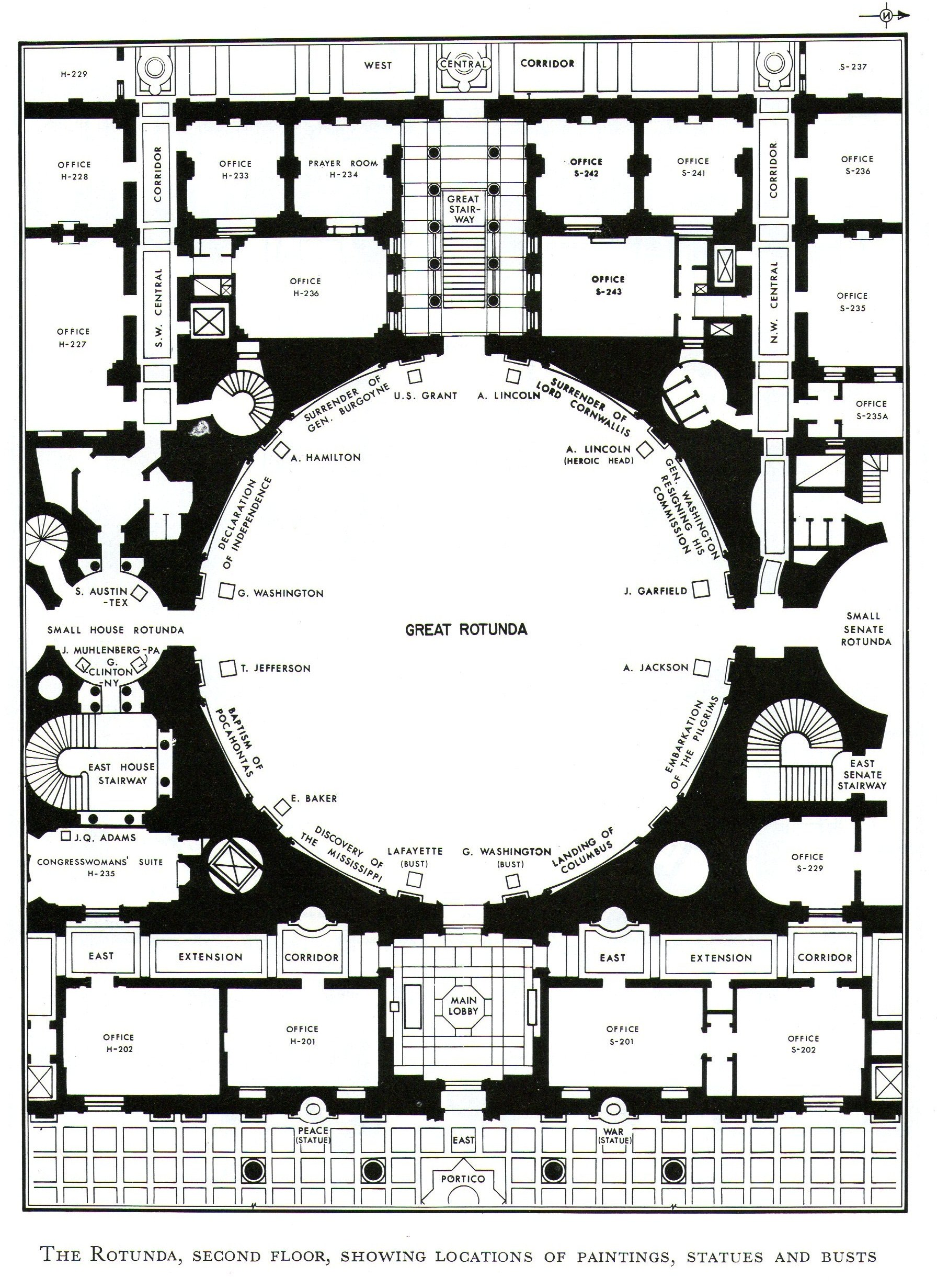
План с изображением Ротонды. Расширение восточного фасада 1958—1962 годов создало главный вестибюль, коридор восточного расширения и офисы, показанные внизу.

Восточный фасад Капитолия был расширен между 1958 и 1962 годами. Новая внешняя стена была построена в 32,5 футах к востоку от старой, а пространство между ними стало главным вестибюлем, офисами и восточным коридором пристройки. Двери Колумба были перенесены с их первоначального места на их нынешнее место, внутри новой внешней стены, в 1961 году после расширения восточного фасада Капитолия.

## Панели

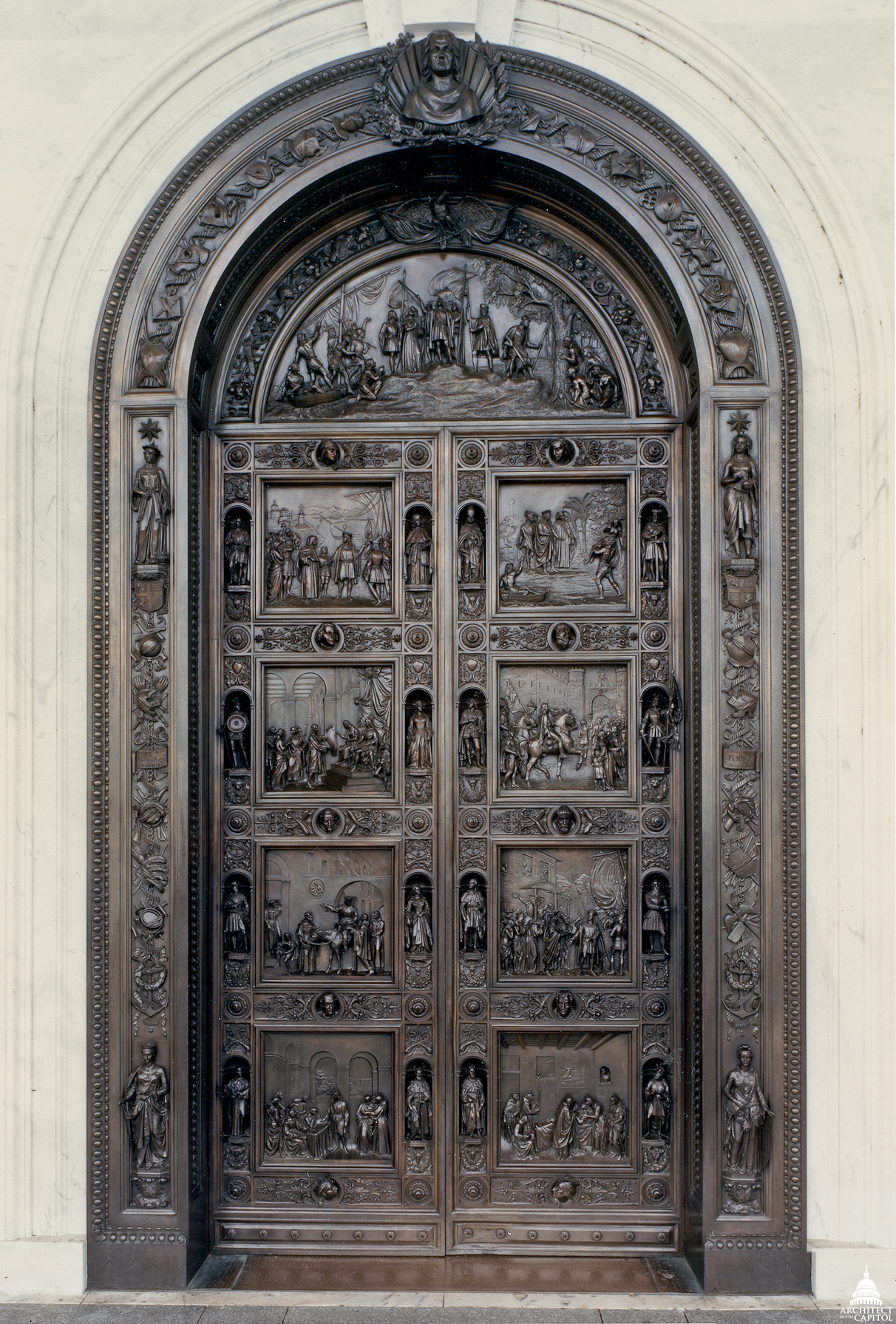
Двери Колумба
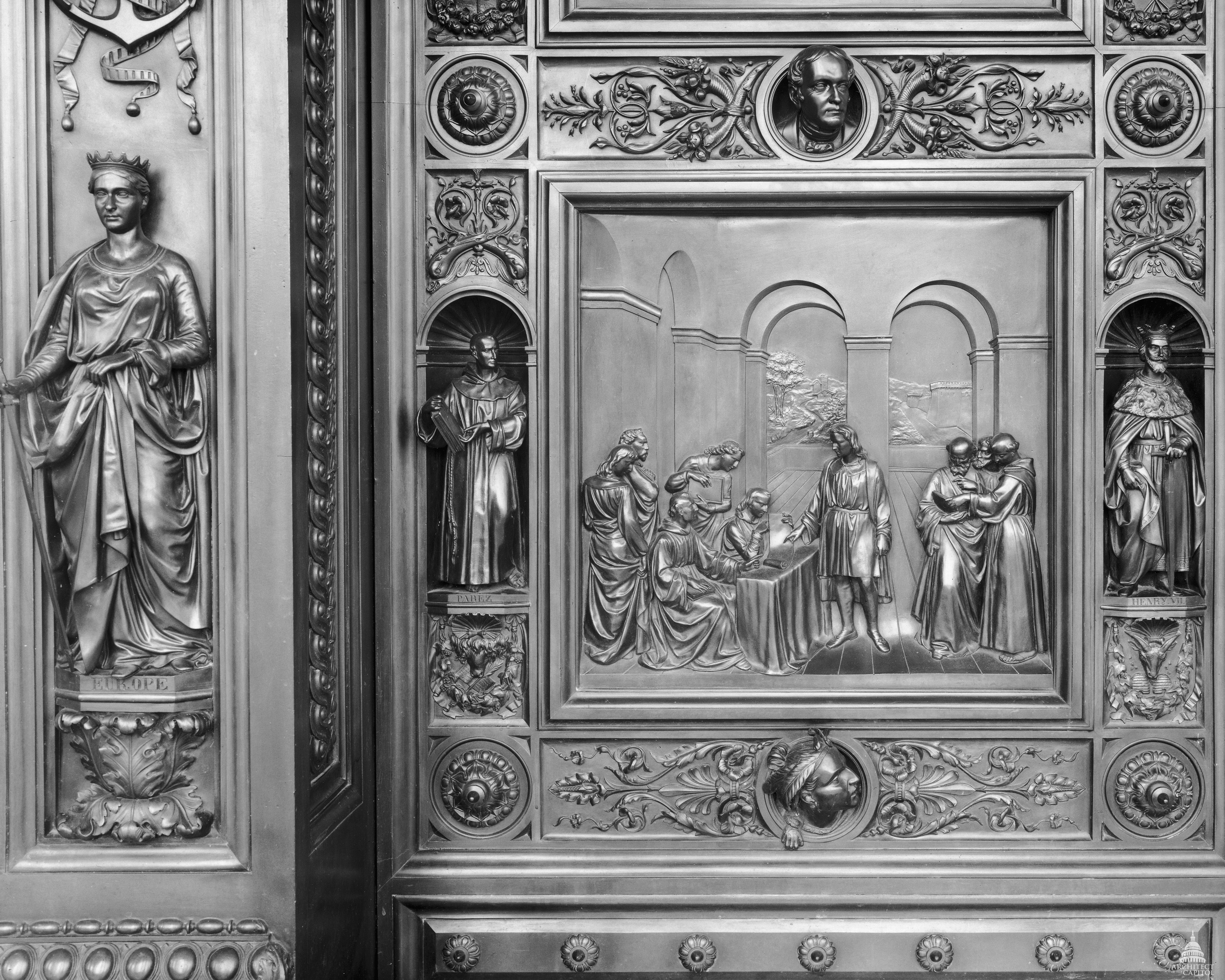
Левая дверь: Колумб перед Советом в Саламанке (1487)
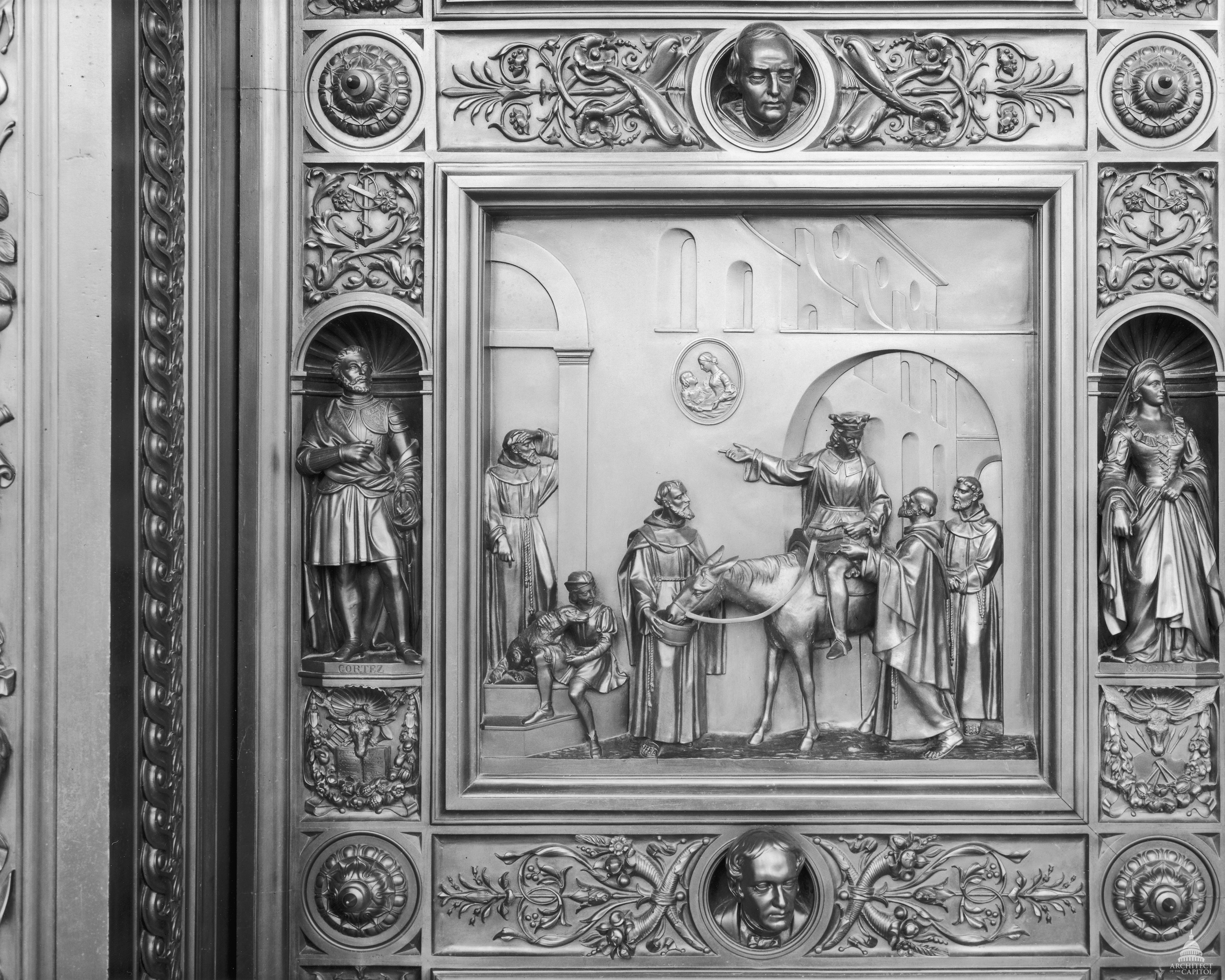
Колумб покидает Ла-Рабиду для испанского двора (1492)
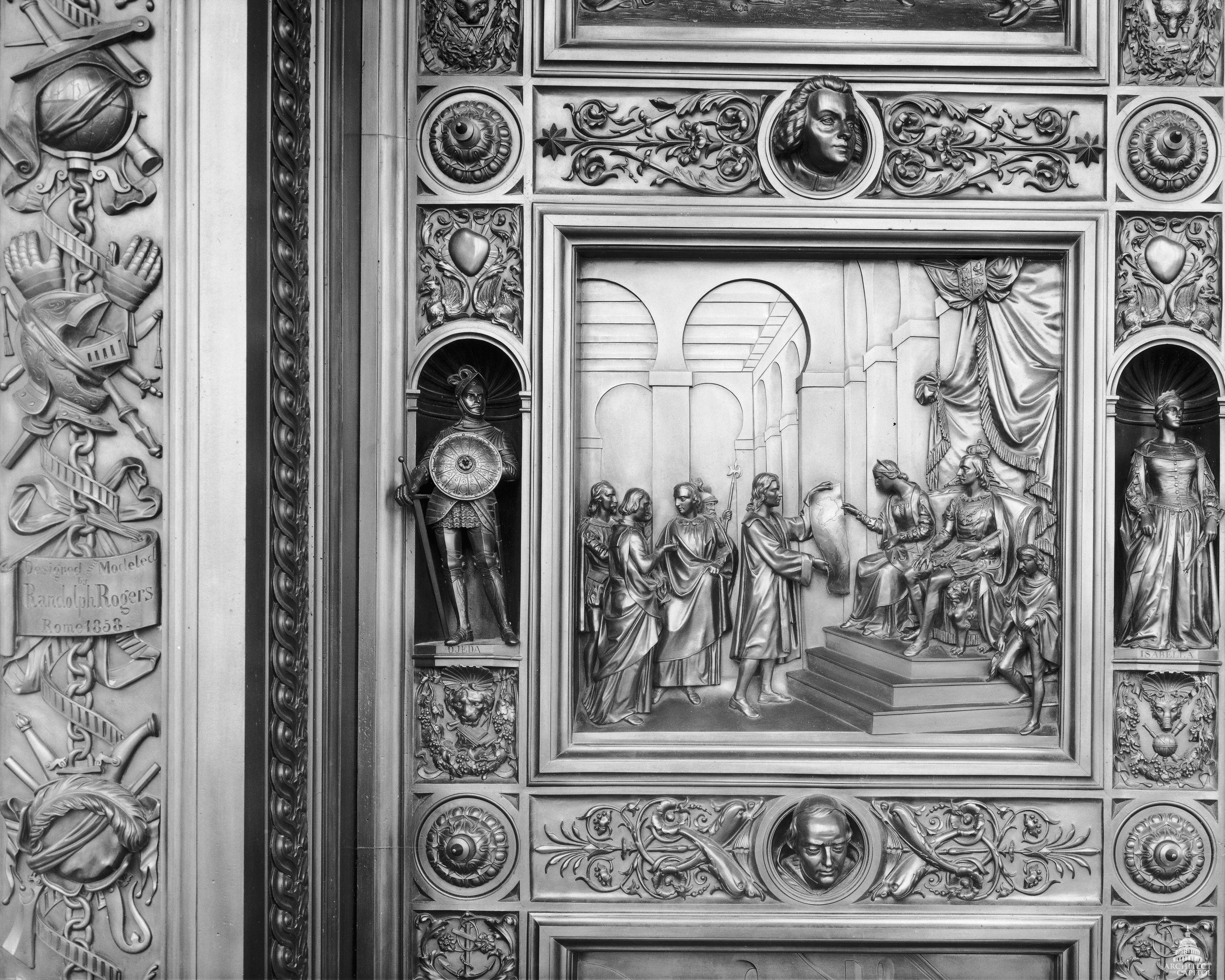
Колумб при дворе Фердинанда и Изабеллы (1492)
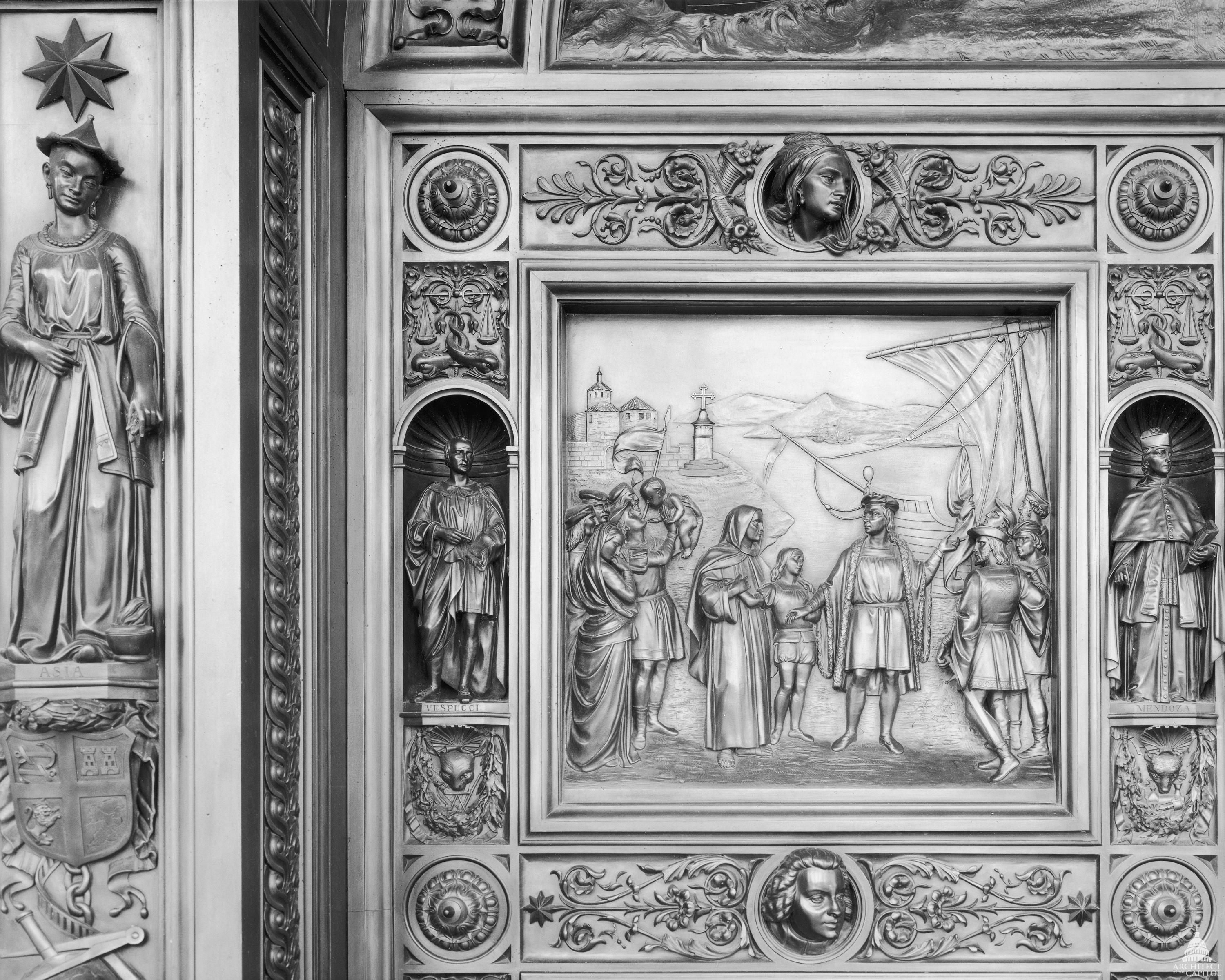
Колумб отправляется из Павоса (1492)
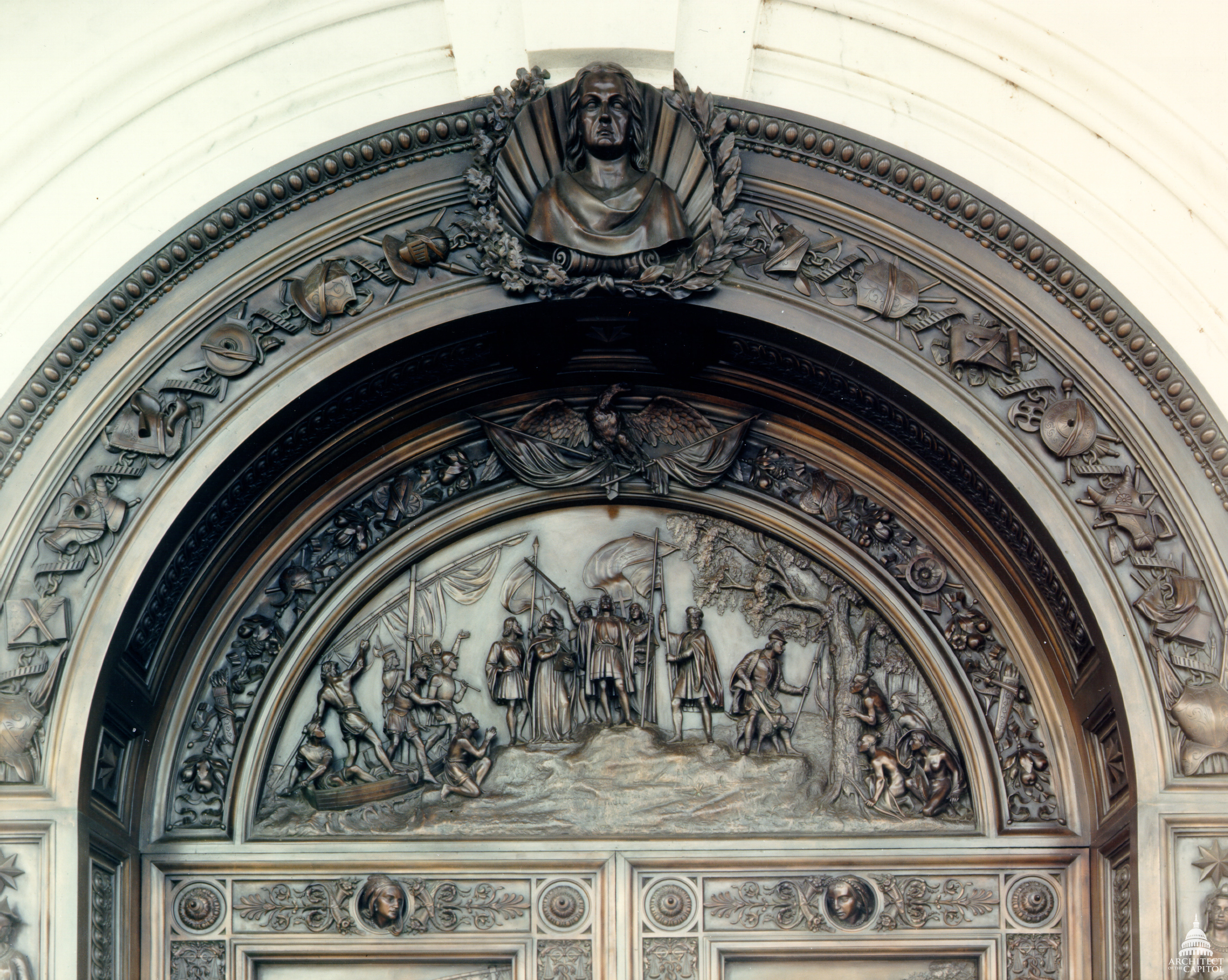
Transom: Высадка Колумба в Новом Свете (1492)
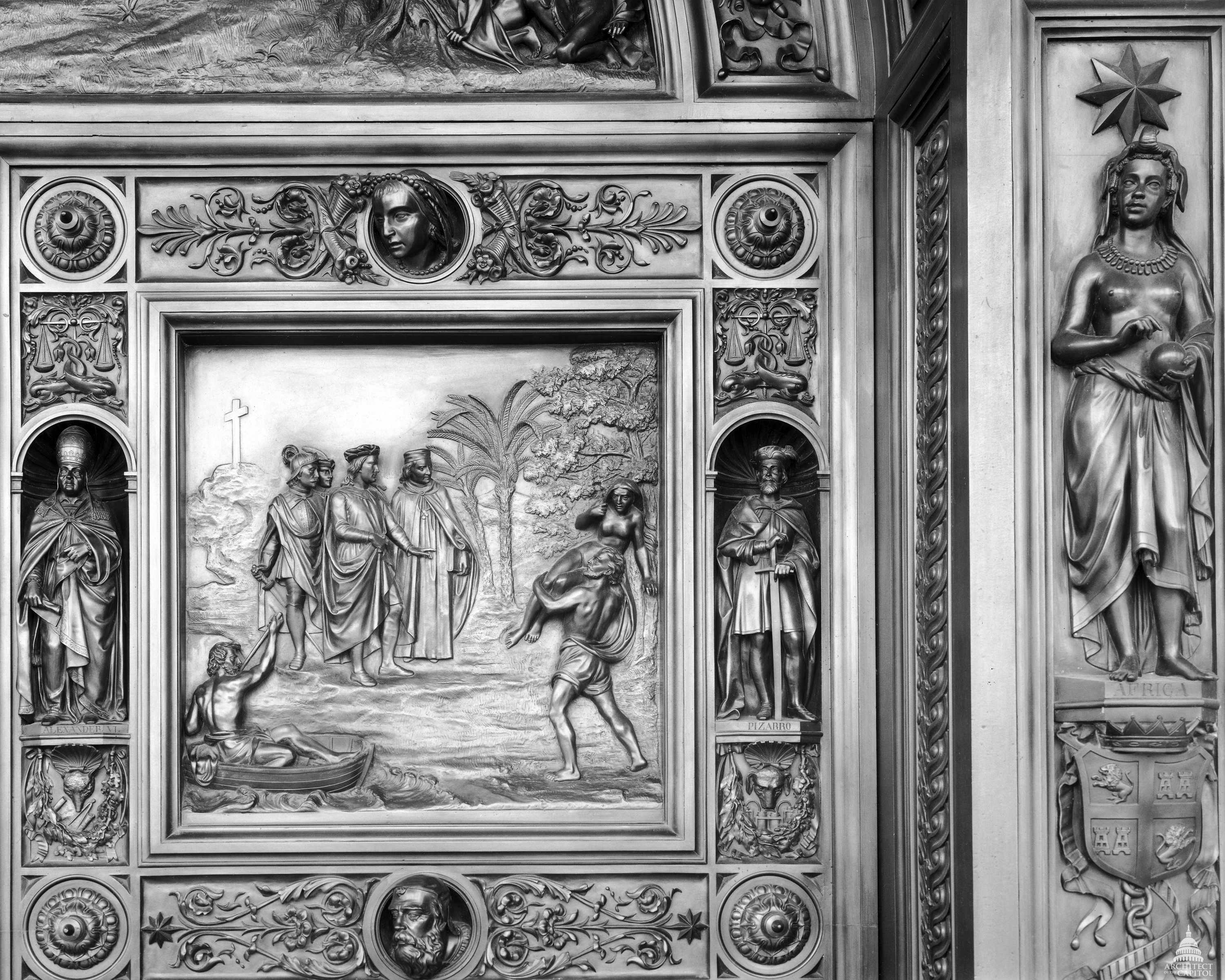
Правая дверь: Первая встреча Колумба с индейцами (1492)
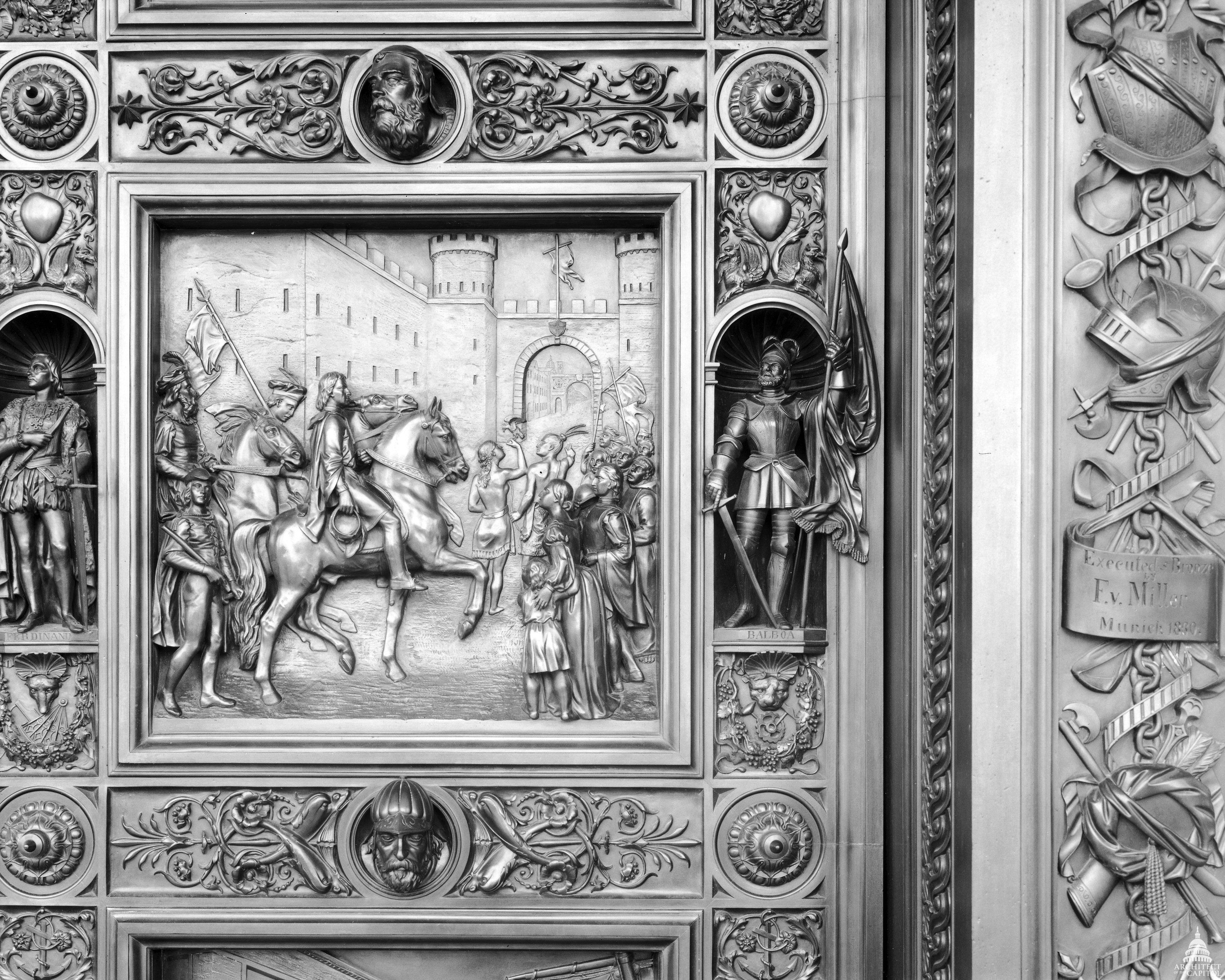
Триумфальный въезд Колумба в Барселону (1493)
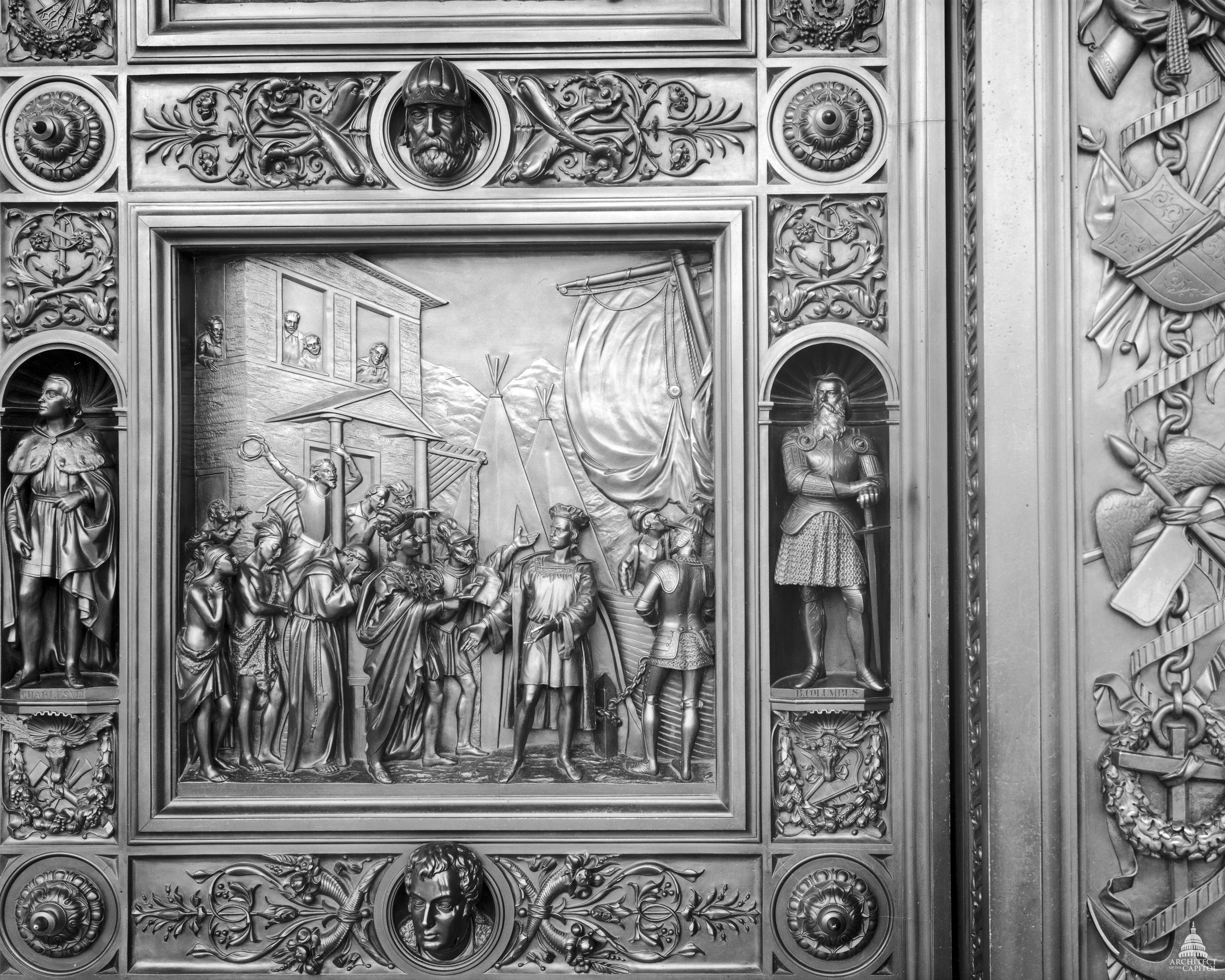
Колумб в цепях (1500)
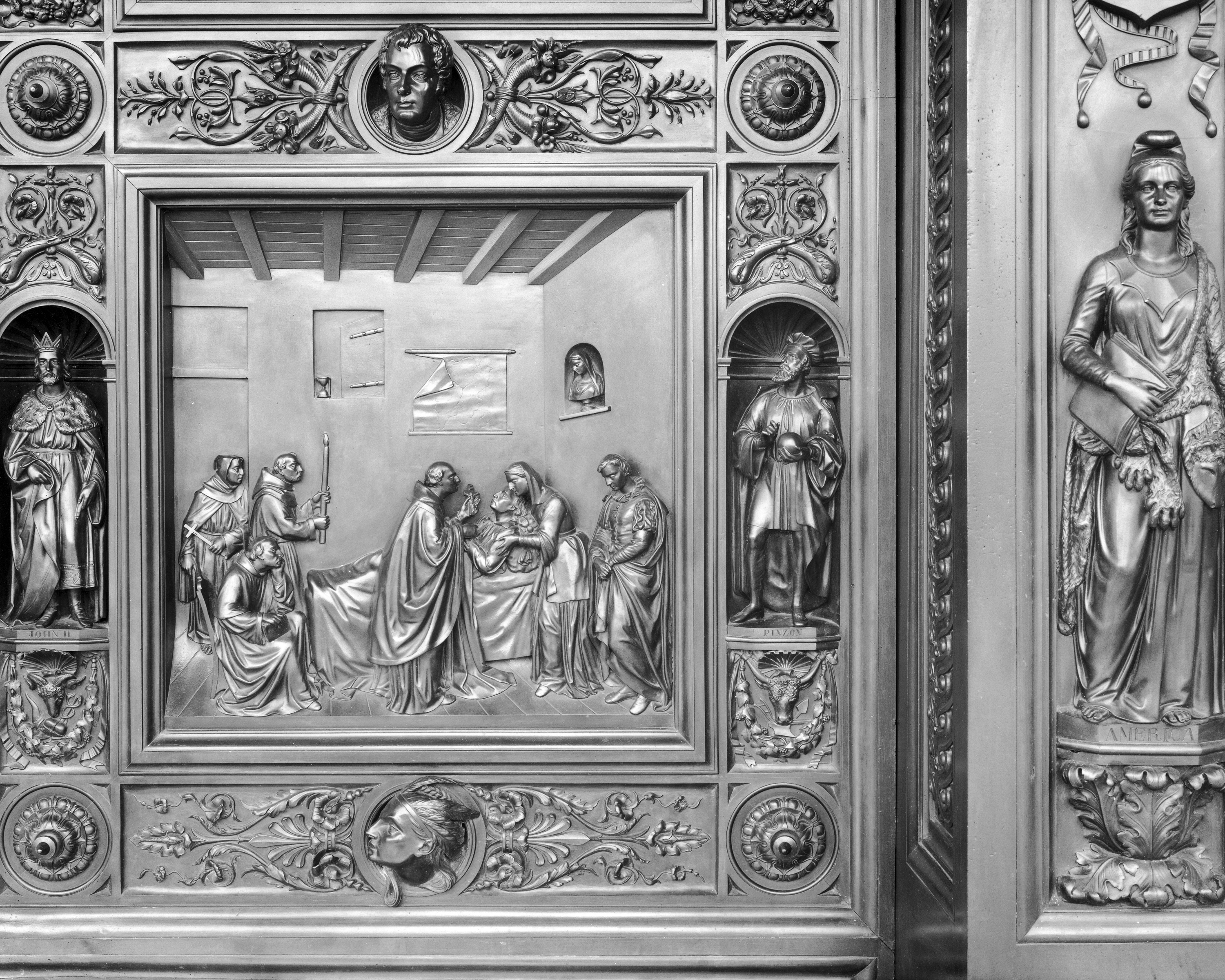
Колумб на смертном одре (1506)